# 譚慶 (明朝)
譚慶（1436年—？），字宗善，河南河南府陝州人，明朝政治人物。同進士出身。

## 生平
天順三年（1459年）舉己卯科河南鄉試，天順八年（1464年）甲申科第三甲第一百五十五名進士。

## 家族
曾祖父譚？。祖父譚清。父亲譚淵，曾任倉副使。